# Opopaea gibbifera
Opopaea gibbifera es una especie de arañas araneomorfas de la familia Oonopidae.

## Distribución geográfica
Es endémica de la isla de Hainan (China).